# Guadalcanalvisslare
Guadalcanalvisslare (Pachycephala implicata) är en fågel i familjen visslare inom ordningen tättingar.

## Utbredning och systematik
Fågeln förekommer i bergsskogar på Guadalcanal (Salomonöarna). Guadalcanalvisslare och bougainvillevisslare betraktades tidigare utgöra samma art, P. implicata, med det svenska trivialnamnet salomonvisslare (nu överfört till P. orioloides). Vissa gör det fortfarande.

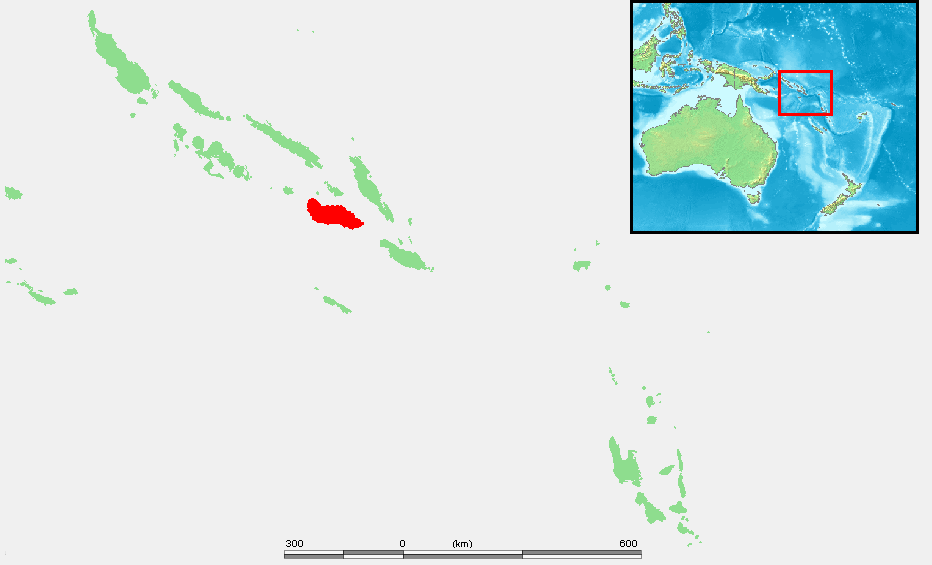
Fågeln förekommer endast på ön Guadalcanal i Salomonöarna.

## Status
IUCN kategoriserar den som livskraftig.